# Слядно хоро
Слядно хоро или жален танц е хоро от Родопите.
Името му идва от това, че играчите на хорото се следват един друг – мъжете с поставяне на ръка върху рамото на тези пред тях, а жените – хващайки се през кръста. Хорото е характерно за село Черничево, област Кърджали, където се играе на Разпети петък, тъй като е тъжен танц. Описан е от акад. Любомир Милетич в „Разорението на тракийските българи през 1913 г.“.
Филип Кутев използва хорото като основа за един „мъжко танц“ в спектакъла си „Българе глава дигнале“.